# Virtual Springfield
Virtual Springfield est un jeu vidéo sorti sur Microsoft Windows et Mac OS, développé par Digital Evolution et édité par Fox Interactive en 1997. Semblable au format de jeux d'exploration à la première personne comme Myst, Virtual Springfield permet au joueur, d'explorer en 3D, Springfield, la ville fictive de la série Les Simpson. Beaucoup d'emplacements familiers de la série sont présents, comme "La Taverne de Moe", les studios de Krusty le clown, l'école élémentaire de Springfield et bien sûr la maison des Simpson. Les joueurs peuvent diriger et cliquer pour agir avec des personnages. En dehors de quelques mini-jeux, il n'y a aucun objectif réel. Le jeu dispose de centaines de références aux épisodes. Presque chaque épisode jusqu'à la création du jeu, y fait référence d'une certaine façon.